# Toxorhina (Ceratocheilus) vulsa
Toxorhina (Ceratocheilus) vulsa is een tweevleugelige uit de familie steltmuggen (Limoniidae). De soort komt voor in het Neotropisch gebied.